# 6712 Горнштейн
6712 Горнштейн (6712 Hornstein) — астероїд головного поясу, відкритий 23 лютого 1990 року.
Тіссеранів параметр щодо Юпітера — 3,517.